# Psilacrum amnoni
Psilacrum amnoni är en tvåvingeart som beskrevs av Cherian 2002. Psilacrum amnoni ingår i släktet Psilacrum och familjen fritflugor.
Artens utbredningsområde är Meghalaya (Indien). Inga underarter finns listade i Catalogue of Life.